# Stanisław Toporowski
Stanisław Marian Toporowski (ur. 8 września 1920 w Żarnowie, zm. 20 czerwca 2017 w Łodzi) – polski żołnierz, uczestnik II wojny światowej oraz powojenny działacz kombatancki, kawaler Orderu Virtuti Militari.

## Życiorys
W maju 1940 został aresztowany przez sowietów w Horodeńce pod zarzutem próby nielegalnego przekroczenia dawnej granicy polsko-rumuńskiej i następnie więziony był przez NKWD w Stanisławowie, Kijowie i Charkowie. Od września 1940 przebywał w łagrze nad Morzem Białym odbywając wyrok 5 lat pobytu w ciężkich obozach poprawczych. W listopadzie 1941 został zwolniony na mocy Układu Sikorski-Majski i wstąpił do formowanej w ZSRR tzw. Armii Andersa (skierowany został do 16. pułku piechoty 6 Lwowskiej Dywizji Piechoty). W latach 1942–1943 przeszedł wraz z Armią Andersa szlak przez Iran, Irak, Egipt i Palestynę, brał również udział w kampanii włoskiej z 1944 jako dowódca plutonu w 16 Lwowskim Batalionie Strzelców – 5 Kresowej Dywizji Piechoty – 2 Korpusu Polskiego. W listopadzie 1944 uzyskał awans na porucznika. Brał udział między innymi w bitwie o Monte Cassino, bitwie o Ankonę oraz bitwie o Bolonię. Po wojnie przez dwa lata służył w Polskim Korpusie Przysposobienia i Rozmieszczenia w Wielkiej Brytanii, a następnie pozostał na emigracji angażując się aktywnie w działalność polskich środowisk kombatanckich w Wielkiej Brytanii i Kanadzie. Był między innymi współzałożycielem, sekretarzem oraz prezesem Koła 16 Lwowskiego Batalionu Strzelców w Londynie, a następnie wieloletnim członkiem zarządu i prezesem Koła nr 8 Stowarzyszenia Polskich Kombatantów w Ottawie. W latach 1994–1998 Stanisław Toporowski był także członkiem krajowej Rady Stowarzyszenia Polskich Kombatantów w Kanadzie.

## Wybrane odznaczenia
- Srebrny Krzyż Orderu Wojennego Virtuti Militari[1][2],
- Krzyż Kawalerski Orderu Odrodzenia Polski[1][2],
- Krzyż Walecznych[1][2],
- Krzyż Pamiątkowy Monte Cassino[1],
- Medal Wojska (trzykrotnie)[1][2]